# Dáire mac Dedad
Dáire mac Dedad (Dáire, hijo de Deda mac Sin) es el antepasado epónimo de los Dáirine de Munster y padre del legendario Cú Roí mac Dáire. Esto le asocia con los prehistóricos Darini del Ulster. Es probablemente el mismo personaje que Dáire Doimthech (Sírchrechtach), un antepasado de los Corcu Loígde. Como tal, es antepasado común  de varias dinastías destacadas de los Érainn, incluyendo los Dál Fiatach de Úlster.
Su hermano, de quien se dice que fue sucedido por como Rey de Munster, era Íar mac Dedad, antepasado de Eterscél Mór, padre del monarca legendario Conaire Mór.
T. F. O'Rahilly no ve a Dáire tan distinto de su hijo, declarando que "Cú Roí y Dáire son en última instancia uno e igual".